# 董狐
董狐（？—？），姒姓，董氏，名狐，春秋時期晉國曲沃（今山西聞喜縣）人，中國歷史上的史官。周大夫辛有的後裔，世襲太史之職，亦稱「史狐」。因董督典籍，故以董為氏。董狐以秉筆直書聞名。他寫“趙盾弒其君”，事實上，趙盾非實際弒君（晉靈公）者，弒君者是趙穿。可是身為國家重臣的趙盾，非但不思討賊，反而另立公子黑臀為君。 因此，董狐才會將弒君一事歸咎於趙盾。這是根據其政治責任而書之於史的。所以也有認為這樣做是違背歷史原則求真的書寫，而不贊成董狐的看法。
孔子稱董狐為“書法不隱”的“古之良史”。後人將寫文章能依事實陳述、公正不偏的人稱為「董狐筆」，宋代文天祥的《正氣歌》著有：“在齊太史簡，在晉董狐筆”。與如實際紀錄崔杼弒殺齊後莊公事跡的齊國太史齊名。